# Annie Parisse

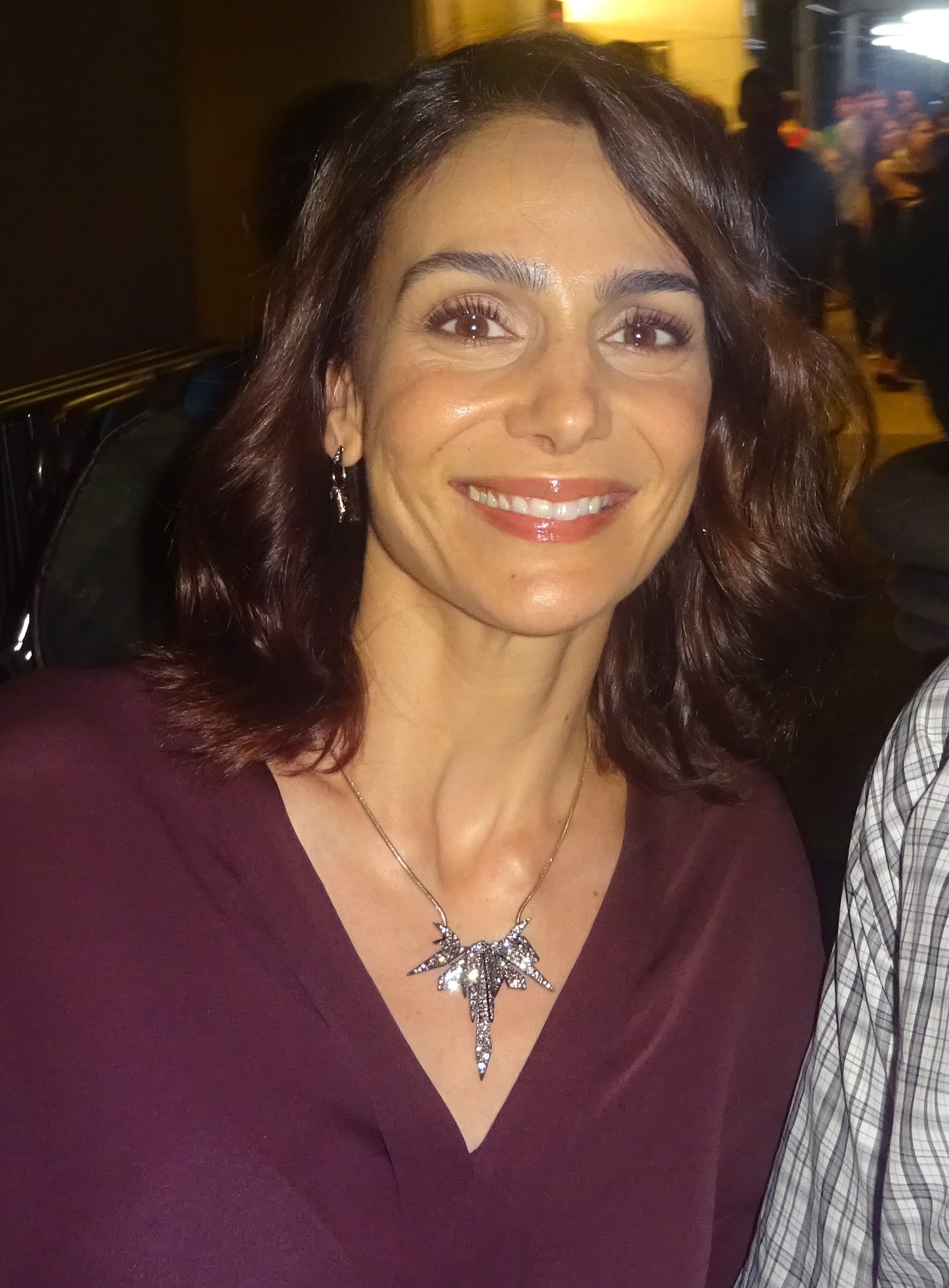
Annie Parisse (2017)

Annie Parisse, właśc. Anne Marie Cancelmi (ur. 31 lipca 1975 w Anchorage) – amerykańska aktorka, która wystąpiła m.in. w filmach Jak stracić chłopaka w 10 dni, Skarb narodów i Jak upolować faceta.

## Filmografia

### Filmy
| Rok  | Tytuł                         | Rola               | Uwagi          | Przypisy |
| ---- | ----------------------------- | ------------------ | -------------- | -------- |
| 1999 | On the Q.T.                   | Wendy              |                |          |
| 2003 | Jak stracić chłopaka w 10 dni | Jeannie Ashcroft   |                | [ 1 ]    |
| 2004 | Pagans                        | Elise Ashton       |                |          |
| 2004 | Skarb narodów                 | Agentka Dawes      |                | [ 1 ]    |
| 2005 | Sposób na teściową            | Morgan             |                |          |
| 2005 | Serce nie sługa               | Katherine          |                |          |
| 2007 | Blackbird                     | Angie              |                |          |
| 2008 | Co jest grane?                | aktorka            |                |          |
| 2008 | Woman in Burka                | Annie              | krótkometr.    |          |
| 2008 | Na pewno, być może            | Anne               |                | [ 1 ]    |
| 2008 | Bubble-Rama                   | Darcy              | krótkometr.    |          |
| 2009 | First Person Singular         | Mimi               |                |          |
| 2009 | Tickling Leo                  | Delphina Adams     |                |          |
| 2010 | Piosenka o miłości            | Nora               |                |          |
| 2010 | The Tested                    | Lisa Varone        |                |          |
| 2012 | Niesamowity Spider-Man        | Martha Connors     | usunięte sceny |          |
| 2012 | Remanent                      | Sara Biltmore-Cozy |                |          |
| 2012 | Jak upolować faceta           | Mary Lou Stankovic |                |          |
| 2013 | Wallace                       | Beatrice           | krótkometr.    |          |
| 2014 | Dzikie kanarki                | Eleanor            |                |          |
| 2014 | Razem czy osobno?             | Kate               |                | [ 1 ]    |
| 2015 | Anestezja                     | Rachel             |                | [ 1 ]    |
| 2020 | Margo & Perry                 | Courtney           | krótkometr.    |          |
| 2021 | Giving Birth to a Butterfly   | Diana              |                |          |
| 2023 | Three Birthdays               | Kate               |                | [ 1 ]    |

### Seriale
| Rok       | Tytuł                             | Rola             | Uwagi          | Przypisy |
| --------- | --------------------------------- | ---------------- | -------------- | -------- |
| 1998–2003 | As the World Turns                | Julia Snyder     | 122 odc.       |          |
| 2001      | Zbrodnie Nowego Jorku             | Geena            | 1 odc.         |          |
| 2002      | Third Watch                       | Tammy Sizemore   | 2 odc.         |          |
| 2002      | Prawo i porządek                  | Jasmine Blake    | 1 odc.         |          |
| 2004      | Beverly Hills S.U.V.              | Taylor Stevens   | film TV        |          |
| 2004      | Przyjaciele                       | Sarah            | 1 odc.         |          |
| 2004      | NYPD 2069                         | Gina Zal         | film TV        |          |
| 2005–2006 | Prawo i porządek                  | Alexandra Borgia | 33 odc.        |          |
| 2010      | Fringe: Na granicy światów        | Teresa Rusk      | 1 odc.         |          |
| 2010      | Pacyfik                           | Lena Basilone    | 2 odc.         |          |
| 2010      | Słowo na R                        | Daphne           | 1 odc.         |          |
| 2010      | Rubicon                           | Andy             | 7 odc.         |          |
| 2011      | Unforgettable: Zapisane w pamięci | Elaine Margulies | 2 odc.         |          |
| 2011–2016 | Impersonalni                      | Kara Stanton     | 8 odc.         | [ 1 ]    |
| 2013      | The Following                     | Debra Parker     | 14 odc.        | [ 1 ]    |
| 2015      | House of Cards                    | Suzie            | 1 odc.         |          |
| 2016      | Vinyl                             | Andrea Zito      | 8 odc.         | [ 1 ]    |
| 2017–2019 | Przyjaciele z uniwerku            | Sam Delmonico    | w gł. obsadzie | [ 1 ]    |
| 2018      | The Looming Tower                 | Liz              | 4 odc.         | [ 1 ]    |
| 2018      | Paterno                           | Mary Kay Paterno | film TV        |          |
| 2018      | The First. Misja na Marsa         | Ellen Dawes      | 4 odc.         | [ 1 ]    |
| 2020      | Mrs. America                      | Midge Costanza   | 3 odc.         | [ 1 ]    |